# Eavestone
Eavestone es una aldea y parroquia en el distrito Harrogate de North Yorkshire, Inglaterra. Está situado cerca de las Rocas de Brimham, 3 millas al oriente de Pateley Bridge. La población estimada de la parroquia era de 20 personas en 2012.
Eavestone estaba históricamente en el West Riding of Yorkshire. Es mencionada en el Domesday Book, del Arzobispo de York en 1086. Se mantuvo como un área extra parroquial hasta 1743, cuando se unió a la parroquia de Ripon. Se volvió una parroquia civil independiente en 1866, y fue transferida a North Yorkshire en 1974.